# Поминово (Бурашевское сельское поселение)
Поминово — деревня в Калининском районе Тверской области. Входит в состав Бурашевского сельского поселения.

## География
Деревня находится в юго-восточной части Тверской области на расстоянии приблизительно 10 км на юго-восток от города Тверь.

## История
Деревня была отмечена на карте 1825 года как Поминова. В 1859 году здесь (деревня Тверского уезда Тверской губернии) было учтено 10 дворов. 

## Население
Численность населения: 113 человек (1859 год), 8 (русские 75 %) в 2002 году, 9 в 2010.